# Kupang (Curah Dami)
Kupang is een bestuurslaag in het regentschap Bondowoso van de provincie Oost-Java, Indonesië. Kupang telt 1418 inwoners (volkstelling 2010).